# جاك كيني
جاك كيني (بالإنجليزية: Jack Kenny) هو كاتب سيناريو وممثل أمريكي، ولد في 9 مارس 1958 بشيكاغو في الولايات المتحدة.

## وصلات خارجية
- جاك كيني على موقع IMDb (الإنجليزية)
- جاك كيني على موقع ألو سيني (الفرنسية)
- جاك كيني على موقع قاعدة بيانات الأفلام السويدية (السويدية)
- جاك كيني على موقع قاعدة بيانات الفيلم (الإنجليزية)
- جاك كيني على موقع كينوبويسك (الروسية)